# Antoine Dignef
Antoine Dignef (* Sint-Truiden, 3 de outubro de 1910 – † Sint-Truiden, 9 de abril de 1991). Foi um ciclista belga, profissional entre 1932 e 1942 que converter-se-ia no primeiro ciclista em conseguir uma vitória de etapa na Volta a Espanha ao se fazer com a primeira etapa da sua primeira edição celebrada em 1935.
Será na rodada espanhola onde conseguirá os seus maiores sucessos desportivos onde ao todo conseguirá 2 vitórias de etapa e ademais conseguirá o terceiro posto na classificação geral final de 1935.

## Palmarés
| 1932 - 2 etapas da Volta à Catalunha 1933 - 1 etapa da Volta à Catalunha 1935 - 3º na Volta a Espanha, mais 2 etapas - 1 etapa na Paris-Nice | 1938 - Scheldeprijs Vlaanderen - Stadsprijs Geraardsbergen 1939 - 1 etapa na Volta à Bélgica |

## Resultados nas grandes voltas
| Carreira           | 1932 | 1933 | 1934 | 1935 | 1936 | 1937 | 1938 | 1939 | 1940 |
| ------------------ | ---- | ---- | ---- | ---- | ---- | ---- | ---- | ---- | ---- |
| Giro d'Italia      | -    | Ab.  | -    | -    | -    | -    | -    | -    | -    |
| Tour de France     | -    | 26º  | -    | 20º  | -    | -    | -    | -    | -    |
| Volta a Espanha    | -    | -    | -    | 3º   | -    | -    | -    | -    | -    |
| Mundial em Estrada | -    | -    | -    | -    | -    | -    | -    | -    | -    |